# Népszerű Főiskolai Tanfolyam Kiadványai
A Népszerű Főiskolai Tanfolyam Kiadványai egy 20. század eleji enciklopédikus jellegű magyar könyvsorozat (pontosabban füzetsorozat), amely a Népszerű Főiskolai Tanfolyam kiadásában Budapesten jelent meg 1902 és 1910 között:
- 1. syllabus. Berzeviczy Albert. A cinquecento fesztészete és szobrászata. Vetített képekkel. (Tekintet nélkül Velencére.) 6 előadás. (8 l.) 1902.
- 2. syllabus. Beöthy Zsolt. A magyar költészet a XIX. században.
- 3. syllabus. Békefi Remig. Magyar művelődéstörténet: A magyarországi közoktatás története a középkorban. 6. előadás. (4 l.) 1902.
- 4. syllabus. Alexander Bernát. dr. Lélektan. 6 előadás. (7 l.) 1902.
- 5. syllabus. Kmety Károly. A magyar közjog alapintézményei. (6 l.) 1902.
- 6. syllabus. Erődi Béla. Az Ádriai-Tengertől az Atlanti Oceánig.
- 7. syllabus. Bernát István. Agrárpolitika.
- 8. syllabus. Beke Manó. Euklides és Bólyai.
- 9. syllabus. Hegedűs István. A műfajok eredete és fejlődése az ó-görög irodalomban.
- 10. syllabus. Csarada János. A mdoern nemzetközi jog fejlődése.
- 11. syllabus. Gaal Jenő. Gróf Széchenyi István.
- 12. syllabus. Schaffer Károly. Az idegrendszer és működése.
- 13. syllabus. Pasteiner Gyula. Az építészet művészeti szempontból.
- 14. syllabus. Kmety Károly. Válogatott részek a magyar közjog köréből.
- 15. syllabus. Cholnoky Jenő. Az Alföld.
- 16. syllabus. Marczali Henrik. A nemzetiség történet-bölcseleti szempontból.
- 17. syllabus. Alexander Bernát, dr. Az akarat. 6. előadás. (6 l.) 1904.
- 18. syllabus. Keszler József. A francia irodalom története a XVIII. században. 6 előadás. (6 l.) 1904.
- 19. syllabus. Balogh Arthur, dr. A modern állam. 6 előadás. (7 l.) 1904.
- 20. syllabus. Salgó Jakab, dr. A szellemi élet hygienája. 6 előadás. (10 l.) 1904.
- 21. syllabus. Török Aurél, dr. Az emberiség őskoráról és elterjedéséről a Földön. 1904.
- 22. syllabus. Pasteiner Gyula, dr. Az építészet története Magyarországon. 6 előadás. (9 l.) 1904.
- 23. syllabus. Balogh Jenő, dr. Büntetőjog és társadalom. 6 előadás. (10 l.) 1904.
- 24. syllabus. Molnár Géza, dr. A műzene fejlődése Bach Ján. Sebestyéntől napjainkig. 6 előadás. (10 l.) 1904.
- 25. syllabus. Cholnoky Jenő, dr. Kelet-Ázsia. 6 előadás. (10 l.) 1904.
- 26. syllabus. Heinrich Gusztáv, dr. A német dráma a XIX. században. 6 előadás. (12 l.) 1904.
- 27. syllabus. Ferdinandy Geyza, dr. A magyar alkotmány történelmi fejlődése. (10 l.) 1904.
- 28. syllabus. Koch Antal, dr. A geologia alapvonásai. 6 előadás. (10 l.) 1904.
- 29. syllabus. Molnár Géza, dr. Wagner Rikhárd. 6 előadás. (12 l.) 1905.
- 30. syllabus. Entz Géza, dr. Az alsóbb rendű állatok az ember szolgálatában. 6 előadás. (9 l.) 1905.
- 31. syllabus. Cholnoky Jenő, dr. A hegyek keletkezése és pusztulása. 6 előadás. (10 l.) 1905.
- 32. syllabus. Jankovich Béla, dr. A pénz és közgazdasági functiója. 6 előadás. (8 l.) 1905.
- 33. syllabus. Pasteiner Gyula, dr. A szobrászat. 6 előadás. (10 l.) 1905.
- 34. syllabus. Lengyel Béla, dr. Az égésről. 6 előadás. (2 lev.) 1905.
- 35. syllabus. Alexander Bernát, dr. Az emberiség nagy gondolkodói. I. sorozat: Descartes. –Spinoza. –Hume. –Kant. –Schopenhauer. –…
- 36. syllabus. Ferenczi Zoltán, dr. Deák Ferenc. 6 előadás. (10 l.) 1905.
- 37. syllabus. Illés József, dr. Istenítéletek. 6 előadás. (8 l.) 1905.
- 38. syllabus. Győry Tibor, dr. Az orvosi tudomány története. 6 előadás. (11 l.) 1905.
- 39. syllabus. Marczali Henrik, dr. A magyar nemzeti eszme fejlődése 1790 óta. 6 előadás. (7 l.) 1905.
- 40. syllabus. Wittmann Ferenc. Az elektrotechnika köréből. Dinamogépek és akkumulátorok s alkalmazásuk az elektromos munkaátvitel…
- 40. syllabus. (kétszer). Pasteiner Gyula, dr. Ezerötszáz év a szobrászat történetéből. 6 előadás. (8 l.) 1906.
- 41. syllabus. Erődi Béla, dr. Amerikai útam. 6 előadás. (5 l.) 1906.
- 43. syllabus. Beke Manó, dr. Bevezetés a differenciál- és integrál-számításba. 6 előadás. (5 l.) 1906.
- 44. syllabus. Salgó Jakab, dr. Az átöröklés törvényei. 6 előadás. (6 l.) 1906.
- 45. syllabus. Vangel Jenő, dr. A tenger élete. 6 előadás. (5 l.) 1906.
- 46. syllabus. Schwarz Gusztáv, dr. Bevezetés a jogtudományba. 6 előadás. (6 l.) 1906.
- 47. syllabus. Angyal Dávid, dr. II. Rákóczi Ferenc. 6 előadás. (4 l.) 1907.
- 47. syllabus. A XIX. század zenei romantikusai. 6 előadás. (8 l.) 1908.
- 48. syllabus. Márki Hugó, dr. A francia társadalomgazdasági iskola, különös tekintettel Le Play-re. 6 előadás. (4 l.) 1908.
- 49. syllabus. Marczali Henrik, dr. A francia forradalom és Magyarország. 6 előadás. (4 l.) 1908.
- 51. syllabus. Moravcsik Ernő Emil, dr. Kóros elmeállapot és bűnösség. 6 előadás. (6 l.) 1906.
- 52. syllabus. Pasteiner Gyula. A festészet. 6 előadás. (7 l.) 1906.
- 52. syllabus (kétszer). Lóczy Lajos. A hegyek története. Vetített képek. 6 előadás. (5 l.) 1906.
- 53. syllabus. Katona Lajos, dr. A magyar népköltés. (Folklore.) 6 előadás. (7 l.) 1906.
- 55. syllabus. Farkas Géza, dr. Az élő szervezet működéseinek áttekintése. 6 előadás. (5 l.) 1906.
- 56. syllabus. Földes Béla, dr. A munkás és a társadalom. 6 előadás. (6 l.) 1906.
- 57. syllbus. Beke Manó, dr. Bevezetés a felsőbb mennyiségtanba. 6 előadás. (5 l.) 1907.
- 58. syllabus. Tuzson János. A növényvilág fejlődéstörténete. 6 előadás. (10 l.) 1907.
- 59. syllabus. Alexander Bernát, dr. Shakespeare. 6 előadás. (5 l.) 1907.
- 60. syllabus. Molnár Géza, dr. Bevezető a zene-esztétikába. 6 előadás. (9 l.) 1907.
- 61. syllabus. Hornyánszky Gyula, dr. Vallási, politikai és társadalmi tényezők szerepe a görög történelemben. 6 előadás. (7 l.) 1907.
- 62. syllabus. Kenéz Béla, dr. Élet és halál számokban. 6 előadás. (6 l.) 1907.
- 63. syllabus. Horváth Cyrill. A régi magyar költészet. 6 előadás. (4 l.) 1907.
- 64. syllabus. Pesteiner Gyula. Képtárak. Képek hitelessége. Képbírálat. 6 előadás. (7 l.) 1907.
- 67. syllabus. Vámossy Zoltán, dr. A bennünket környező mérgekről. 6 előadás. (6 l.) 1907.
- 68. syllabus. Sebestyén Károly. dr. A római költészet történetének vázlata. 6 előadás. (4 l.) 1908.
- 69. syllabus. Éber László, dr. A keresztény festészet az első századokban. 6 előadás. (4 l.) 1908.
- 70. syllabus. Czakó Elemér, dr. A firenzei festészet kibontakozása. 6 előadás. (8 l.) 1908.
- 71. syllabus. Radó Antal, dr. A mai olasz irodalom. 6 előadás. (4 l.) 1908.
- 72. syllabus. Cholnoky Jenő, dr. A víz körútja. 6 előadás. (10 l.) 1908.
- 72. syllabus (kétszer). Lázár Béla, dr. A francia impresszionista művészet. 6 előadás. (5 l.) 1909.
- 73. syllabus. Császár Elemér, dr. Magyar regényirodalom a XIX. században. 6 előadás. (6 l.) 1908.
- 73. syllabus. (kétszer). Dénes Lajos, dr. Művészeti problémák. Fejezetek az esztétika köréből. 6 előadás. (5 l.) 1909.
- 74. syllabus. Beke Manó, dr. Népszerű felsőbb mathematika. 6 előadás. (3 l.) 1908.
- 74. syllabus (kétszer). Erődi Béla, dr. A perzsa költészetből. 5 előadás. (3 l.) 1909.
- 75. syllabus. Vángel Jenő, dr. Az édesvízek élete. 5 előadás. (7 l.) 1908.
- 75. syllabus (kétszer). Vámossy Zoltán, dr. Élvezeti cikkek termelése, használata és hatása. 6 előadás. (4 l.) 1909.
- 76. syllabus. Pasteiner Gyula. Háromszáz év az olasz festészet történetéből. 6 előadás. (5 l.) 1909.
- 77. syllabus. Cholnoky Jenő, dr. A föld és az ember. 6 előadás. (11 l.) 1909.
- 78. syllabus. Alexander Bernát, dr. Bevezetés a filozófiába. 6 előadás. (4 l.) 1909.
- 79. syllabus. Dénes Lajos, dr. Az esztétika alapproblémái. (Előadások a pszichológiai esztétika köréből.) 6 előadás. (4 l.) 1909.
- 80. syllabus. Marczali Henrik, dr. Napoleon és kora. 6 előadás. (2, 3 l.) 1909.
- 81. syllabus. Vári Dezső, dr. A görög tudomány az ókorban. 6 előadás. (4 l.) 1909.
- 86. syllabus. Geréb József, dr. Az ókori Róma kulturája. 6 előadás. (5 l.) 1909.
- 88. syllabus. Berzeviczy Albert, dr. A XVII. század tájképfestészete. 6 előadás. (14 l.) 1910.
- 89. syllabus. Hegedüs István, dr. A Prometheus-monda feldolgozásai a világirodalomban. 6 előadás. (4 l.) 1910.
- 90. syllabus. Vángel Jenő, dr. Válogatott fejezetek az állatfejlődéstan köréből. 6 előadás. (5 l.) 1910.
- 91. syllabus. Alexander Bernát, dr. Nagy gondolkodók a XIX. században. 6 előadás. (2, 2 l.) 1910.
- 92. syllabus. Haraszti Gyula, dr. Edmond Rostand. 6 előadás. (4 l.) 1910.
- 93. syllabus. Pasteiner Gyula, dr. A francia festészet a XIX. században. 6 előadás. (11 l.) 1910.
- 94. syllabus. Wittmann Ferenc, dr. Az elektrotechnika köréből. Dinamogépek és akkumulátorok s alkalmazásuk az elektromos munkaátv…
- 95. syllabus. Mandelló Gyula, dr. A munkáskérdés. 6 előadás. (7 l.) 1910.
- 96. syllabus. Jankovics Marcell, dr. Az alpinizmus (hegymászás) története és szerepe a művelődéstörténetben. 6 előadás. (15 l.) 1…
- 97. syllabus. Hajós Lajos, dr. Az idegélet egészségtana. 6 előadás. (7 l.) 1910.
- 98. syllabus. Pekár Gyula. A troubadourok kora és költészete. (8 l.) 1911.